# 플레이어 2: 꾼들의 전쟁
《플레이어 2 : 꾼들의 전쟁》은 2024년 6월 3일부터 2024년 7월 9일까지 방송했던 tvN 월화 드라마다.

## 기획 의도
사기꾼, 해커, 파이터, 드라이버! 더 강력해진 '꾼'들이 돌아왔다! '가진 놈'들을 시원하게 털어버리는 팀플레이 액션 사기극

## 제작진

### 제작사
- 스튜디오드래곤
- 피플스토리컴퍼니

### 제작
- 김제현
- 유상원
- 정찬희
- 장두봉

### 극본
- 박상문 : OLIVE 《은주의 방》(공동 집필) 집필
- 최슬기 : 웹 드라마 《특근》(집필), 영화 《검객》(각색) 집필

### 연출
- 소재현 : tvN 토일 드라마 《비밀의 숲》(프로듀서), tvN 월화 드라마 《백일의 낭군님》(프로듀서), OLIVE 《은주의 방》(공동 연출), tvN 수목 드라마 《메모리스트》(책임 프로듀서, 공동 연출), tvN 토일 드라마 《사이코지만 괜찮아》(프로듀서), tvN 월화 드라마 《낮과 밤》(책임 프로듀서), TVING 《마녀식당으로 오세요》(공동 연출), tvN 토일 드라마 《지리산》(공동 책임 프로듀서), tvN 토일 드라마 《불가살》(책임 프로듀서), tvN 금토 드라마 《별똥별》(책임 프로듀서), tvN 수목 드라마 《아다마스》(책임 프로듀서), MBC 금토 드라마 《빅마우스》(책임 프로듀서), TVING 《개미가 타고 있어요》(책임 프로듀서), COUPANG PLAY 《유니콘》(책임 프로듀서), tvN 월화 드라마 《청춘월담》(공동 책임 프로듀서), tvN 월화 드라마 《이로운 사기》(책임 프로듀서), tvN 월화 드라마 《소용없어 거짓말》(책임 프로듀서), tvN 토일 드라마 《아라문의 검》(책임 프로듀서), tvN 토일 드라마 《무인도의 디바》(책임 프로듀서, 공동 연출), tvN 토일 드라마 《마에스트라》(책임 프로듀서) 연출
- 김진성
- 심형준 : OnStyle 《제시카 & 크리스탈》(연출), MBN 《전현무계획》(외부 연출) 연출

## 등장 인물

### 플레이어
- 송승헌 : 강하리 역 - 완벽한 사기캐이자 최고의 사기꾼
- 오연서 : 정수민 역 - 감시자 혹은 조력자, 미스터리한 비선실세. 플레이어들 앞에 나타난 묘령의 의뢰인.
- 이시언 : 임병민 역 - '신의 손' 한국 최고의 해커, 어떤 방화벽이든 모래성처럼 무너트릴 수 있는 한국 최고의 해커.
- 태원석 : 도진웅 역 - 일당백 최강 주먹요정, 그야말로 일당백, 압도적인 피지컬에 기술까지 갖춘 최강의 파이터.
- 장규리 : 차제이 역 - 꾼들의 새로운 드라이버, 아령의 동생.

### 정수민 주변 인물
- 조성하 : 최상호 역 - 플레이어가 활발히 활동하던 시절 당선된 대한민국 대통령.
- 이준혁 : 황인식 역 - 삼촌같이 친근한 외모와 따뜻한 말투, 범죄 소탕과 어울릴까 싶지만 사실상 과거 국정원 행동대장 출신의 만능 요원이다.

### 플레이어 주변 인물
- 하도권 : 곽도수 역 - 서운대 법대 수석 졸업, 사법시험 수석 합격, 사법연수원까지 수석 수료.
- 김원해 : 장인규 역 - 하리와 힘을 합쳐 '그 사람'을 무너트린 뒤, '그 사람'을 비롯한 범죄자들을 법정 앞에 세우고 감옥을 보내는데 온 힘을 바쳤다.

### 빌런들
- 김경남 : 제프리 정 역 - 조직의 수장
- 태인호 : 강도영 역 - 래빗 프로젝트로 NFT 투자를 유도하여 1200명 이상의 피해자에게 2300억을 탈취한 사기꾼.
- 박건형 : 김윤기 역 - 엔터 회사의 대표로 그룹 엔트라이를 만든 사람.
- 류화영 : 백현미 역 - 미술관 관장으로 '백갤러리'를 운영하면서 그림을 각종 탈세 및 뇌물로 활용한다.
- 이수혁 : 명지호 역 - 부동산계의 보이지 않는 손. 기획부동산의 정점에 있는 인물.
- 허성태 : 임상식 역 - 사람의 마음을 홀려 온갖 범죄를 저지르는 사이비 교주.
- 고윤 : 덱스 역 - 제프리의 부하로 비열하고 치졸한 성격의 소유자
- 배재성 : 정규 역 - 제프리 수하들을 감시하며 목숨 바쳐 충성하는 제프리의 오른팔.
- 안젤리나 다닐로바 : 칼렛 역 - 제프리의 비서이자 스나이퍼.

### 그 외 인물
- 임슬옹 : 신우영 역
- 유장영 : 주 매니저 역
- 성승하 : 반휘웅 역
- 윤현식

### 특별 출연
- 정수정 : 차아령 역 (†) - 작전 도중 사고로 제프리 정에게 붙잡혔고 병민을 향해 제프리 정이 겨눈 총을 막아서다 사망했다. 제이의 언니
- 차정원 : 강지애 역 (†) - 강도영의 래빗 프로젝트 투자 사기 피해자, 우울증에 시달리다 스스로 목숨을 끊었다. 신우영의 아내
- 최승윤 : 이진수 역
- 강혜원 : 미유 역
- 김영철 : 조나단 역
- 전현무 : 전정호 역 - 조형물 작가
- 나나 : 은나 역 - 인플루언서
- 홍종현 : 신형민 역 (†) - 수민의 연인, 언론사의 기자.
- 윤지온 : 김수찬 역
- 소희정 : 민정의 어머니 역
- 홍완표 : 배선우 역 - 임상식의 오른팔
- 야나기 유리나 : 미나 역
- 기안84 : 신입인 병민을 혼내는 웹툰 작가 역
- 이성경 : 레아 역 - 감옥에 수감된 제프리 정을 살해한 사이코패스
- 김주령 : 인식과 함께 연기하는 여배우 역
- 원현준 : 정한모 사장 역

## 시청률
최저 시청률과 최고 시청률은 시청률 조사회사와 지역별로 시청률에 차이가 있을 수 있습니다.
| 2024년 | 2024년   | 2024년         | 2024년       | 2024년 |
| 회차   | 방송일   | 닐슨 시청률    | 닐슨 시청률  |        |
| 회차   | 방송일   | 대한민국(전국) | 수도권(서울) |        |
| ------ | -------- | -------------- | ------------ | ------ |
| 제1회  | 6월 3일  | 4.185%         | 4.658%       |        |
| 제2회  | 6월 4일  | 3.996%         | 4.065%       |        |
| 제3회  | 6월 10일 | 4.188%         | 4.310%       |        |
| 제4회  | 6월 11일 | 3.537%         | 3.594%       |        |
| 제5회  | 6월 17일 | 3.531%         | 3.722%       |        |
| 제6회  | 6월 18일 | 3.570%         | 3.519%       |        |
| 제7회  | 6월 24일 | 3.810%         | 4.178%       |        |
| 제8회  | 6월 25일 | 3.789%         | 3.752%       |        |
| 제9회  | 7월 1일  | 3.681%         | 3.785%       |        |
| 제10회 | 7월 2일  | 3.929%         | 4.302%       |        |
| 제11회 | 7월 8일  | 4.096%         | 3.953%       |        |
| 제12회 | 7월 9일  | 4.344%         | 4.446%       |        |

## 같이 보기
- 대한민국의 텔레비전 드라마 목록 (ㅍ)
- 2024년 대한민국의 텔레비전 드라마 목록